# Pierre Montée
Constantin Pierre Montée (* 14. September 1836 in Solre-le-Château; † 5. Februar 1879 in Douai) war ein französischer Literaturwissenschaftler.

## Leben
Pierre Montée wuchs in Douai auf, nachdem er im Alter von acht Jahren dorthin gezogen war. Seine akademische Laufbahn begann er mit dem Erwerb des Baccalauréats im Jahr 1855, gefolgt von einem Lizenziat im Jahr 1857 und einem Doktorat im Jahr 1860. Seine Dissertationen trugen die Titel Quis et qualis Pindarus nioralium auctor extiterit und Etüde sur Lucrece considérée comme moraliste, die beide bei Durand in Paris veröffentlicht wurden.
In den Jahren 1865 und 1869 veröffentlichte er zwei bedeutende wissenschaftliche Werke: Les Stoïciens à Rome und La Philosophie de Socrate, letzteres wurde von der Académie des sciences morales et politiques ausgezeichnet. Als aktives Mitglied und Generalsekretär der 1799 gegründeten Société d’agriculture, sciences et arts de Douai trug er mit verschiedenen Aufsätzen zu den Mémoires dieser Gesellschaft bei. Zu seinen bemerkenswertesten Arbeiten gehören Examen du traité des devoirs de Cicéron, Essai sur Attila, tragédie de Pierre Corneille, Quelques mots sur la philosophie pythagoricienne und Quelques mots sur le Cid de Corneille.
Im Jahr 1873 veröffentlichte er zwei Vorträge über Pierre Corneille, die er im Comité catholique de l’arrondissement de Douai hielt, dessen Ehrenmitglied er war. Mit der Gründung der Freien Katholischen Universität in Lille wurde ihm 1875 die Professur für Römische Literatur anvertraut, die er bis kurz vor seinem Tod innehatte.
Trotz seiner begrenzten Veröffentlichungen während seiner Lebzeit, darunter einige Vorträge über Vergil im Journal Le Propagateur von Lille, hinterließ er einen druckfertigen Nachlass über die Geschichte der römischen Literatur zur Zeit des Augustus. 

## Schriften (Auswahl)
- Quis et qualis Pindarus moralium auctor extiterit.
- Etüde sur Lucrece considérée comme moraliste. Paris, 1860 (Digitalisat).
- Les Stoïciens à Rome. Paris, 1865 (Digitalisat).
- La Philosophie de Socrate. Paris, 1869 (Digitalisat).
- Examen du traité des devoirs de Cicéron. Reims, 1865 (Digitalisat).
- Essai sur Attila, tragédie de Pierre Corneille. In: Mémoires De La Société D’agriculture, Sciences & Arts Centrale Du Département Du Nord Séant A Douai Société d’agriculture, sciences et arts, Band 11. Douai, 1873. S. 348–370 (Digitalisat).
- Quelques mots sur la philosophie pythagoricienne. In: Mémoires De La Société D’agriculture, Sciences & Arts Centrale Du Département Du Nord Séant A Douai Société d’agriculture, sciences et arts, Band 12. Douai, 1875. S. 91–117 (Digitalisat).
- Quelques mots sur le Cid de Corneille. In: Mémoires De La Société D’agriculture, Sciences & Arts Centrale Du Département Du Nord Séant A Douai Société d’agriculture, sciences et arts, Band 13. Douai, 1878. S. 101–122 (Digitalisat).